# José Luis Gutiérrez Semprún
José Luis Gutiérrez Semprún fue un político y abogado español, alcalde de Valladolid durante la dictadura franquista.

## Biografía
Miembro del Cuerpo de Abogados del Estado, fue uno de los miembros fundadores del consejo de FASA, constituida el 29 de diciembre de 1951. Anteriormente había estado en la empresa textil mayorista vallisoletana «Hijos de H. Gutiérrez SA». Desempeñó el cargo de alcalde de Valladolid desde el 27 de marzo de 1957 hasta el 5 de febrero de 1961. Su nombramiento marcó la reaparición de la familia Semprún en la escena política de la ciudad. En calidad de edil de la capital vallisoletana, fue procurador nato en las Cortes franquistas entre 1957 y 1961. Ejerció también posteriormente de delegado del Gobierno en la Confederación Hidrográfica del Duero. Falleció el 19 de enero de 1974 en Valladolid.

## Premios
- Medalla de Oro de Valladolid (1973)[8]